# Ida Lumley
Lady Ida Frances Annabella Lumley, contessa di Bradford (Tickhill, 28 novembre 1848 – 22 agosto 1936), è stata una nobildonna inglese.

## Biografia
Era la figlia di Richard Lumley, IX conte di Scarbrough (1813-1884), e di sua moglie, lady Frederica Drummond (?-1907).

## Matrimonio
Sposò, il 7 settembre 1869, George Bridgeman, IV conte di Bradford (1845-1915), figlio di Orlando Bridgeman, III conte di Bradford (1819-1898), e di sua moglie, lady Selina Weld-Forester (?-1894). Ebbero sette figli:
- Lady Beatrice Adine Bridgeman (2 dicembre 1870-27 giugno 1952), sposò Ernest George Pretyman, ebbero sei figli;
- Lady Margaret Alice Bridgeman (20 gennaio 1872-7 agosto 1954), sposò John Montagu Douglas Scott, VII duca di Buccleuch, ebbero otto figli;
- Orlando Bridgeman, V conte di Bradford (6 ottobre 1873-21 marzo 1957);
- Lady Helena Maria Bridgeman (16 luglio 1875-27 agosto 1947), sposò Osbert Molyneux, VI conte di Sefton, ebbero tre figli;
- Lady Florence Sibell Bridgeman (24 marzo 1877-16 giugno 1936)[2], sposò Ronald Collet Norman, ebbero tre figli;
- Lord Richard Orlando Beaconsfield Bridgeman (28 febbraio 1879-9 gennaio 1917)[3];
- Lord Henry George Orlando Bridgeman (15 agosto 1882-19 maggio 1972), sposò Joan Constable-Maxwell, ebbero quattro figli.

Ha ricoperto la carica di Lady of the Bedchamber della regina Mary.

## Morte
Rimase residente presso la residenza di famiglia, Castle Bromwich Hall, fino alla sua morte, in seguito alla quale la casa fu affittata. Morì il 22 agosto 1936, all'età di 87 anni. Venne sepolta con il marito a St Andrew's Church, Weston-under-Lizard, vicino a Weston Park.

## Ascendenza
|                                           |                              |                                            | Genitori                                  |  |  | Nonni |  |  | Bisnonni            |  |  | Trisnonni                                             |  |
|                                           |                              |                                            |                                           |  |  |       |  |  | 8. Frederick Lumley |  |  | 16. Richard Lumley-Saunderson, IV conte di Scarbrough |  |
|                                           |                              |                                            |                                           |  |  |       |  |  | 8. Frederick Lumley |  |  | 16. Richard Lumley-Saunderson, IV conte di Scarbrough |  |
|                                           |                              | 17. Barbara Savile                         |                                           |  |  |       |  |  | 8. Frederick Lumley |  |  |                                                       |  |
| 4. Frederick Lumley-Savile                |                              |                                            |                                           |  |  |       |  |  | 8. Frederick Lumley |  |  |                                                       |  |
|                                           |                              | 9. Harriet Anne Boddington                 | 18. John Boddington                       |  |  |       |  |  |                     |  |  |                                                       |  |
|                                           |                              | 9. Harriet Anne Boddington                 | 18. John Boddington                       |  |  |       |  |  |                     |  |  |                                                       |  |
|                                           |                              | 9. Harriet Anne Boddington                 | 19. Anne West                             |  |  |       |  |  |                     |  |  |                                                       |  |
| 2. Richard Lumley, IX conte di Scarbrough |                              | 9. Harriet Anne Boddington                 |                                           |  |  |       |  |  |                     |  |  |                                                       |  |
|                                           |                              | 10. George Beresford                       | 20. John Beresford                        |  |  |       |  |  |                     |  |  |                                                       |  |
|                                           |                              | 10. George Beresford                       | 20. John Beresford                        |  |  |       |  |  |                     |  |  |                                                       |  |
|                                           |                              | 10. George Beresford                       | 21. Anne Constantia de Ligondes           |  |  |       |  |  |                     |  |  |                                                       |  |
| 5. Charlotte Mary Beresford               |                              | 10. George Beresford                       |                                           |  |  |       |  |  |                     |  |  |                                                       |  |
|                                           |                              | 11. Frances Bushe                          | 22. Gervase Parker Bushe                  |  |  |       |  |  |                     |  |  |                                                       |  |
|                                           |                              | 11. Frances Bushe                          | 22. Gervase Parker Bushe                  |  |  |       |  |  |                     |  |  |                                                       |  |
|                                           |                              | 11. Frances Bushe                          | 23. Mary Grattan                          |  |  |       |  |  |                     |  |  |                                                       |  |
| 1. Ida Frances Annabella Lumley           |                              | 11. Frances Bushe                          |                                           |  |  |       |  |  |                     |  |  |                                                       |  |
|                                           | 12. Andrew Berkeley Drummond | 24. Robert Drummond                        |                                           |  |  |       |  |  |                     |  |  |                                                       |  |
|                                           | 12. Andrew Berkeley Drummond | 24. Robert Drummond                        |                                           |  |  |       |  |  |                     |  |  |                                                       |  |
|                                           | 12. Andrew Berkeley Drummond | 25. Winifred Mary Thompson                 |                                           |  |  |       |  |  |                     |  |  |                                                       |  |
| 6. Andrew Drummond                        | 12. Andrew Berkeley Drummond |                                            |                                           |  |  |       |  |  |                     |  |  |                                                       |  |
|                                           |                              | 13. Mary Perceval                          | 26. John Perceval, II conte di Egmont     |  |  |       |  |  |                     |  |  |                                                       |  |
|                                           |                              | 13. Mary Perceval                          | 26. John Perceval, II conte di Egmont     |  |  |       |  |  |                     |  |  |                                                       |  |
|                                           |                              | 13. Mary Perceval                          | 27. Catherine Compton, baronessa Arden    |  |  |       |  |  |                     |  |  |                                                       |  |
| 3. Frederica Mary Adeliza Drummond        |                              | 13. Mary Perceval                          |                                           |  |  |       |  |  |                     |  |  |                                                       |  |
|                                           |                              | 14. John Manners, V duca di Rutland        | 28. Charles Manners, IV duca di Rutland   |  |  |       |  |  |                     |  |  |                                                       |  |
|                                           |                              | 14. John Manners, V duca di Rutland        | 28. Charles Manners, IV duca di Rutland   |  |  |       |  |  |                     |  |  |                                                       |  |
|                                           |                              | 14. John Manners, V duca di Rutland        | 29. Mary Manners, duchessa di Rutland     |  |  |       |  |  |                     |  |  |                                                       |  |
| 7. Elizabeth Frederica Manners            |                              | 14. John Manners, V duca di Rutland        |                                           |  |  |       |  |  |                     |  |  |                                                       |  |
|                                           |                              | 15. Elizabeth Manners, duchessa di Rutland | 30. Frederick Howard, V conte di Carlisle |  |  |       |  |  |                     |  |  |                                                       |  |
|                                           |                              | 15. Elizabeth Manners, duchessa di Rutland | 30. Frederick Howard, V conte di Carlisle |  |  |       |  |  |                     |  |  |                                                       |  |
|                                           |                              | 15. Elizabeth Manners, duchessa di Rutland | 31. Margaret Leveson-Gower                |  |  |       |  |  |                     |  |  |                                                       |  |
|                                           |                              | 15. Elizabeth Manners, duchessa di Rutland |                                           |  |  |       |  |  |                     |  |  |                                                       |  |